# WUTB
WUTB — американская телевизионная станция, базирующаяся в Балтиморе, штат Мэриленд. Вещательная компания связана с сетью MyNetworkTV и настроена на цифровой канал 41 (или виртуальный канал 24).
FCC лицензировала 24-й канал в середине 1980-х годов. Станция начала свою деятельность в канун Рождества, 24 декабря 1985 года, под названием WKJL-TV, как независимая станция, то есть без какой-либо принадлежности к какой-либо сети. В 1987 году она сменила название на WHSW и отказалась от управления независимой станцией, так как стала аффилированной с HSN. В 1992 году он снова изменил своё название на WHSW-TV и сохранил свою принадлежность к HSN.
В 1998 году он изменил своё нынешнее название и сеть на UPN. В 2006 году, с закрытием UPN, которое было разделено на две сети, с The CW и MyNetworkTV, WMJF-CD решила присоединиться к новой появившейся сети MyNetworkTV.
В 2009 году, после 23 лет в эфире, станция перестала транслироваться на аналоговом канале 24 УКВ в связи с начавшимся в США в 1999 году переходом с аналога на цифру.